# Faryab (Verwaltungsbezirk)
Faryab (persisch شهرستان فاریاب) ist ein Schahrestan in der Provinz Kerman im Iran. Er enthält die Stadt Faryab, welche die Hauptstadt des Verwaltungsbezirks ist. 

## Demografie
Bei der Volkszählung 2016 betrug die Einwohnerzahl des Schahrestan 34.000. Die Alphabetisierung lag bei 78 Prozent der Bevölkerung. Knapp 14 Prozent der Bevölkerung lebten in urbanen Regionen.
| Zensusjahr | Einwohnerzahl |
| ---------- | ------------- |
| 2011       | 34.417        |
| 2016       | 34.000        |